# Nuytsia floribunda
Nuytsia floribunda är en tvåhjärtbladig växtart som först beskrevs av Jacques-Julien Houtou de La Billardière, och fick sitt nu gällande namn av Robert Brown. Nuytsia floribunda ingår i släktet Nuytsia och familjen Loranthaceae. Inga underarter finns listade i Catalogue of Life.